# Криниц
Криниц (њем. Crinitz) општина је у њемачкој савезној држави Бранденбург. Једно је од 33 општинска средишта округа Елбе-Елстер. Према процјени из 2010. у општини је живјело 1.340 становника. Посједује регионалну шифру (AGS) 12062088.

## Географски и демографски подаци
Криниц се налази у савезној држави Бранденбург у округу Елбе-Елстер. Општина се налази на надморској висини од 99 метара. Површина општине износи 21,8 km². У самом мјесту је, према процјени из 2010. године, живјело 1.340 становника. Просјечна густина становништва износи 61 становника/km².